# Ульвестад, Фредрик
Фредерик Стенсё Ульвестад (норв. Fredrik Stensøe Ulvestad; род. 17 июня 1992, Олесунн, Мёре-ог-Ромсдал) — норвежский футболист, полузащитник польского клуба «Погонь».

## Клубная карьера
Профессиональный дебют за «Олесунн» состоялся в мае 2010 года, в возрасте 17 лет, когда Ульвестад в победном матче Кубка Норвегии против «Волды» вышел на замену вместо Джонатана Парр. В апреле 2011 года в матче против клуба «Согндал» Фредерик забил свой первый гол за клуб. В этом же сезоне он помог клубу стать обладателем национального кубка, победив в финале «Бранн».
В конце сезона 2014 Ульвестад не стал продлевать контракт с клубом и стал свободным агентом. Его последний матч за норвежский клуб состоялся в ноябре 2014 года в матче против «Саннес Ульф». В итоге он провёл 132 матча и забил 20 голов за «Олесунн» во всех турнирах.
После ухода из клуба Фредерик привлёк интерес у немецкого клуба «Ганновер 96». В феврале 2015 года тренировался с английским клубом «Бернли». В марте того же года подписал трехлетний контракт с клубом.

## Карьера за сборную
В феврале 2012 года состоялся дебют за молодёжную сборную Норвегии в товарищеском матче против Словении. Единственным за национальную сборную Норвегии был товарищеский матч 27 августа 2014 года против сборной ОАЭ.

## Статистика

### Выступления за клубы
| Клуб                      | Сезон      | Лига         | Лига  | Лига | Кубок | Кубок | Кубок лиги | Кубок лиги | Другое | Другое | Итог  | Итог |
| Клуб                      | Сезон      | Дивизион     | Матчи | Голы | Матчи | Голы  | Матчи      | Голы       | Матчи  | Голы   | Матчи | Голы |
| ------------------------- | ---------- | ------------ | ----- | ---- | ----- | ----- | ---------- | ---------- | ------ | ------ | ----- | ---- |
| Олесунн                   | 2010       | Типпелига    | 1     | 0    | 1     | 0     | —          | —          | 0      | 0      | 2     | 0    |
| Олесунн                   | 2011       | Типпелига    | 24    | 2    | 6     | 2     | —          | —          | 6      | 2      | 36    | 6    |
| Олесунн                   | 2012       | Типпелига    | 25    | 2    | 4     | 1     | —          | —          | 3      | 0      | 32    | 3    |
| Олесунн                   | 2013       | Типпелига    | 27    | 7    | 3     | 1     | —          | —          | —      | —      | 30    | 8    |
| Олесунн                   | 2014       | Типпелига    | 29    | 3    | 3     | 0     | —          | —          | —      | —      | 32    | 3    |
| Олесунн                   | Итог       | Итог         | 106   | 14   | 17    | 4     | —          | —          | 9      | 2      | 132   | 20   |
| Бернли                    | 2014/15    | Премьер-лига | 2     | 0    | —     | —     | —          | —          | —      | —      | 2     | 0    |
| Бернли                    | 2015/16    | Чемпионшип   | 5     | 0    | 2     | 0     | 0          | 0          | —      | —      | 7     | 0    |
| Бернли                    | 2016/17    | Премьер-лига | 0     | 0    | —     | —     | 1          | 0          | —      | —      | 1     | 0    |
| Бернли                    | 2017/18    | Премьер-лига | 0     | 0    | 0     | 0     | 0          | 0          | —      | —      | 0     | 0    |
| Бернли                    | Итог       | Итог         | 7     | 0    | 2     | 0     | 1          | 0          | —      | —      | 10    | 0    |
| Чарльтон Атлетик (аренда) | 2016/17    | Лига 1       | 27    | 1    | 2     | 0     | —          | —          | 2      | 0      | 31    | 1    |
| Чарльтон Атлетик (аренда) | Итог       | Итог         | 27    | 1    | 2     | 0     | 0          | 0          | 2      | 0      | 31    | 1    |
| Юргорден                  | 2018       | Аллсвенскан  | 23    | 1    | 5     | 0     | —          | —          | 2      | 0      | 30    | 1    |
| Юргорден                  | 2019       | Аллсвенскан  | 30    | 5    | 3     | 0     | —          | —          | 0      | 0      | 33    | 5    |
| Юргорден                  | 2020       | Аллсвенскан  | 27    | 11   | 3     | 1     | —          | —          | 0      | 0      | 30    | 12   |
| Юргорден                  | Итог       | Итог         | 80    | 17   | 11    | 1     | —          | —          | 2      | 0      | 91    | 18   |
| Циндао                    | 2021       | Суперлига    | 4     | 0    | 0     | 0     | —          | —          | —      | —      | 4     | 0    |
| Циндао                    | Итог       | Итог         | 4     | 0    | 0     | 0     | —          | —          | —      | —      | 4     | 0    |
| Общий итог                | Общий итог | Общий итог   | 224   | 32   | 32    | 5     | 1          | 0          | 13     | 2      | 270   | 39   |

1. 1 2 3  Матчи в Лиге Европы
2. ↑  Матчи в Трофее Английской футбольной лиги

### Матчи Ульвестада за сборную Норвегии
| Матчи Ульвестада за сборную Норвегии | Матчи Ульвестада за сборную Норвегии | Матчи Ульвестада за сборную Норвегии | Матчи Ульвестада за сборную Норвегии | Матчи Ульвестада за сборную Норвегии | Матчи Ульвестада за сборную Норвегии |
| ------------------------------------ | ------------------------------------ | ------------------------------------ | ------------------------------------ | ------------------------------------ | ------------------------------------ |
| №                                    | Дата                                 | Соперник                             | Счёт                                 | Голы Ульвестада                      | Соревнование                         |
| 1                                    | 27 августа 2014                      | ОАЭ                                  | 0:0                                  | —                                    | Товарищеский матч                    |
| 2                                    | 15 ноября 2019                       | Фарерские острова                    | 4:0                                  | —                                    | Чемпионат Европы 2020 (отбор)        |
| 3                                    | 18 ноября 2019                       | Мальта                               | 2:1                                  | —                                    | Чемпионат Европы 2020 (отбор)        |
| 4                                    | 18 ноября 2020                       | Австрия                              | 1:1                                  | —                                    | Лига наций УЕФА 2020/2021            |

Итого: 4 матча / 0 голов; 2 победы, 2 ничьи, 0 поражений.

## Достижения

### «Олесунн»
- Обладатель Кубка Норвегии: 2011

### «Юргорден»
- Чемпион Швеции: 2019
- Обладатель Кубка Швеции: 2017/18

### «Сивасспор»
- Обладатель Кубка Турции: 2021/22